# Sonic Battle
Sonic Battle (jap.: ソニックバトル, Hepburn: Sonikku Batoru) ist ein Kampfspiel-Videospiel, das von Sonic Team entwickelt und von Sega und THQ erstmals im Dezember 2003 für Game Boy Advance veröffentlicht wurde.
In diesem Spiel treten bis zu vier von insgesamt zehn Kämpfern aus der Sonic-Serie mit 2D-Sprites in rotierenden 3D-Kampfarenen gegeneinander an und wettstreiten mit ihren individuellen Angriffen und Fähigkeiten um den Sieg.
Im Story Mode des Spiels stellt der antike Roboter Emerl, der sich durch Spaß am Kampf Sonic und seinen Freunden immer weiter öffnet, aber insgeheim von Dr. Eggman als Vernichtungswaffe genutzt werden soll, den zentralen Handlungsmittelpunkt dar.
Die Geschichte wird vage in Sonic Advance 3 (2004) fortgeführt, da dort eine Kopie von Emerl namens G-merl eine entscheidende Rolle spielt.

## Handlung
Nachdem Dr. Eggman durch die früheren Forschungen seines Großvaters Professor Gerald Robotnik stöberte, erfuhr er dabei von einem antiken Roboter, der offenbar über unermesslich großes Kampfpotenzial verfügen sollte. Der sogenannte Gizoid von einer uralten, längst vergessenen Zivilisation von vor über 4.000 Jahren hätte zu einer Gefahr für die ganze Welt werden können, weswegen er von Professor Gerald Robotnik und der Weltregierung für viele Jahrzehnte sicher verwahrt wurde. Mit den Aufzeichnungen seines Großvaters schafft es Dr. Eggman dann jedoch, den Gizoid zu finden und zu befreien, allerdings reagiert dieser auf keinerlei Befehle und weigert sich, für Dr. Eggman zu kämpfen.
Wütend und enttäuscht lässt Dr. Eggman den Gizoid am Strand von Emerald Beach zurück, wo er später von Sonic aufgefunden wird, der dem Gizoid fortan den Namen Emerl gibt. Nach kleineren Raufereien und Kräftemessen mit unter anderem Tails, Knuckles und Shadow stellt sich heraus, dass Emerl nicht nur die Kampffähigkeiten anderer abschauen und kopieren kann, sondern auch selbst Spaß an den Kämpfen entwickelt. Die Freunde, zu denen auch Amy Rose, Cream und Rouge hinzukommen, beschließen, die sieben Chaos Emeralds zu sammeln, mit weiteren Kämpfen noch mehr Charakter aus Emerl herauszuholen und sich weiter mit ihm anzufreunden, um so sein ganzes Potenzial zu entdecken und ihm zu zeigen, was wahre Freundschaft bedeutet. Auch dass Dr. Eggman erfolglos einen neugebauten E-102 Gamma namens Chaos Gamma und eine seelenlose, schlechter nachgebaute Emerl-Imitation namens E-121 Phi auf die Freunde hetzt, auch um sich an Emerls Verrat zu rächen, schweißt die Helden und Emerl weiter zusammen.
Als Emerl schließlich durch die sieben Chaos Emeralds vollkommen geworden ist und nun einen reinen, gutartigen Charakter besitzt, erhält er eine Herausforderung von Dr. Eggman, sich ihm in dessen neuen Death Egg zum Kampf zu stellen. Nachdem Emerl den Kampf gegen Dr. Eggman gewonnen hat und ihm für das Befreien dankt, weil er nur dadurch von Sonic und den anderen wahre Freundschaft kennenlernen konnte, aktiviert Dr. Eggman den Final Egg Blaster, der so gewaltig ist, sodass dieser daraufhin demonstrativ mehrere Sterne in der Galaxie trifft und auslöscht. Dr. Eggman wusste, dass dies in Emerls Programmierung, laut der er sich nur mit den stärksten verbünden darf, große Probleme auslöst, da er Dr. Eggmans Macht nun als größer ansehen und sich mit ihm verbünden muss. Um nicht in einen Konflikt zu geraten, sieht sich Emerl dazu gezwungen, all seine Persönlichkeit und Charakter wieder zu löschen, um Dr. Eggman nicht gehorchen zu müssen. Nach dem Löschen seiner Persönlichkeit, was Sonics Freunde sehr schockiert miterleben, nimmt Emerl den Final Egg Blaster an sich und richtet ihn auf die Erde, da er, wie von Professor Gerald Robotnik befürchtet, eine große Gefahr für die Menschheit darstellt.
Sonic nimmt den Kampf gegen den übermächtigen, seelenlosen Emerl auf und kann ihn zunächst nicht besiegen. Erst als Sonic die Macht des Master Emerald nutzt, um die Kräfte der Chaos Emeralds in Emerl zu neutralisieren, entscheidet Sonic den Kampf zu seinen Gunsten. Kurz vor seiner Niederlage kann Emerl für einen kurzen Moment zu seiner fröhlichen Persönlichkeit zurückkehren, dankt Sonic und seinen Freunden für ihre Freundschaft und sagt ihnen Lebewohl, bevor er schlussendlich explodiert. Die Chaos Emeralds werden dabei auch in Stücke gerissen und müssen von Knuckles wiederhergestellt werden. Sonic und seine Freunde betrauern den Verlust ihres neuen Freundes Emerl, doch Sonic macht Hoffnung, dass sie ihn eines Tages wiedersehen werden.

## Gameplay
In Sonic Battle treten bis zu vier Kämpfer in einer sich dynamisch drehenden 3D-Kampfarena gegeneinander an. Die 12 Kampfarenen des Spiels sind Emerald Beach, Tails' Lab, Chao Ruins, Battle Highway, Club Rouge, Amy's Room, Library, Metal Depot, Holy Summit, Death Egg, Colosseum und Green Hill. Die Kämpfe können nach Punkte, Lebensverlust oder Zeitlimit entschieden werden. Mit dem A-Knopf springen die Kämpfer, mit dem B-Knopf greifen sie an. Angriffe können auf verschiedene Weisen ausgeführt werden, beispielsweise mit Kombos durch mehrmaliges Drücken oder durch Angriffe aus der Luft nach einem Sprung. Mit dem L-Knopf können Kämpfer blocken oder durch längeres Betätigen bereits erlittenen Schaden heilen, während der R-Knopf einen charakterindividuellen Spezialangriff auslösen kann. Jeder Kämpfer verfügt über zwei Leisten: Eine Energieleiste, die bereits erlittenen Schaden anzeigt und wenn komplett geleert einen Lebensverlust für den Kämpfer bedeutet. Die zweite Leiste ist die Ichikoro Gauge und füllt sich nach erfolgreichen Angriffen, Blocken oder Aufladen. Ist die Ichikoro Gauge komplett gefüllt, kann der Spezialangriff über den R-Knopf ausgelöst werden. 
Das Spiel verfügt insgesamt über zehn auswählbare Kämpfer, von denen acht bereits im Story Mode gesteuert werden: Sonic the Hedgehog, Miles Tails Prower, Knuckles the Echidna, Amy Rose, Shadow the Hedgehog, Rouge the Bat, Cream the Rabbit und Emerl. Nachdem sie im Story Mode als Gegner besiegt werden konnten, stehen Chaos Gamma und Chaos (aus Sonic Adventure) als weitere Kämpfer im Battle Mode und im Challenge Mode zur Verfügung. Jeder Charakter verfügt über leicht veränderte Movesets, andere Attacken und Attribute. 
Im Story Mode des Spiels erlebt man die Handlung, welche stets durch Textboxen als Sprechblasen für die Charaktere vorangetrieben wird, aus der Sicht von jedem der acht zu Beginn auswählbaren Charaktere. Dabei erkundet man eine große Oberwelt, welche auf die Untergebiete Emerald Town, Holy Summit, Central City, Night Babylon und Gimme Shelter aufgeteilt wurde und gegebenenfalls kommt es zu einem Kampf, der in den 3D-Kampfarenen stattfindet. Im Story Mode können durch erhaltene Battle Cards die Fähigkeiten und Attribute von Emerl beliebig gewählt, bearbeitet und angepasst werden.
Im Battle Mode wählt man frei aus den verfügbaren Kämpfern und Arenen aus und wählt zwischen den Kampfende-Bedingungen KO (5, 10, 15, 30 oder 99 Gegner am Stück besiegen), Time (Kampfdauer von 2, 3, 5 oder 10 Minuten) oder Survival (jeder Kämpfer verfügt über 3, 5, 10, 15 oder 30 Leben). Es kann gegen den Computergegner oder gegen ein Mitspieler über ein Game-Boy-Advance-Link-Kabel angetreten werden. Im Challenge Mode tritt man als Einzelspieler bei freier Kämpferwahl gegen bis zu 15 Computergegner in drei möglichen Schwierigkeitsgraden an. Hinzu kommt der Training Mode, in dem Attacken und Kombos trainiert werden können, sowie die Minigames Soniclash!, Tails' Fly & Get, Knuckles' Mine Hunt, Amy's Treasure Island und Shadow's Speed Demon.

## Synchronisation
Sonic Battle ist mit englischer und japanischer Sprachausgabe veröffentlicht worden, wobei sich der Dialog meist auf einzelne Worte beim Einblenden einer Textbox beschränkt. Die Synchronsprecher sind in beiden Fällen identisch mit den Rollen in Sonic Heroes (2003), welches etwa im gleichen Zeitraum veröffentlicht wurde.
| Synchronsprecher in Sonic Battle | Synchronsprecher in Sonic Battle | Synchronsprecher in Sonic Battle |
| Figur im Spiel                   | Englischer Synchronsprecher      | Japanischer Synchronsprecher     |
| -------------------------------- | -------------------------------- | -------------------------------- |
| Sonic the Hedgehog               | Ryan Drummond                    | Jun'ichi Kanemaru                |
| Miles Tails Prower               | William Corkery                  | Ryō Hirohashi                    |
| Knuckles the Echidna             | Scott Dreier                     | Nobutoshi Canna                  |
| Amy Rose                         | Jennifer Douillard               | Taeko Kawata                     |
| Shadow the Hedgehog              | David Humphrey                   | Kôji Yusa                        |
| Dr. Eggman                       | Deem Bristow                     | Chikao Ōtsuka                    |
| Rouge the Bat                    | Lani Minella                     | Rumi Ochiai                      |
| Cream the Rabbit                 | Sarah Wulfeck                    | Sayaka Aoki                      |
| Chaos Gamma                      | Jon St. John                     | Taiten Kusunoki                  |

## Neuveröffentlichungen
Für den Game Boy Advance erschienen im Jahre 2005 die folgenden Bundles, auf denen Sonic Battle enthalten ist:
- 2 Games in 1: Sonic Advance & Sonic Battle (Japan, Europa)
- 2 Games in 1: Sonic Battle & Sonic Pinball Party (Japan, Europa)
- 2 Games in 1: Sonic Battle & ChuChu Rocket! (nur in Europa).

## Rezeption
Sonic Battle wurde vorwiegend durchschnittlich bewertet. Die Fachpresse fand für das Gameplay sowohl Lob ("surprisingly deep arena-fighting gameplay"), als auch Kritik ("limited moveset") gleichermaßen am Spiel. Die Umsetzung, 2D-Sprites in 3D-Arenen auf dem Game Boy Advance gegeneinander kämpfen zu lassen, wurden gemischt aufgenommen. Sonic Battle konnte knapp 70.000-mal verkauft werden.

„Sonic kann's nicht lassen. Der kleine blaue Igel und seine Freunde sind aber auch ein putziger Haufen. Mit denen prügelt man sich gerne. Sinnfrei zwar, aber spaßig. Vorausgesetzt Ihr findet die nötigen Freunde mit der nötigen Ausstattung. Der Story-Modus allein hält Euch nämlich nur deshalb bei der Stange, weil Ihr viel Zeit beim Skillpoint-Sammeln verbringen müsst. Dafür ist das Kampfgeschehen an sich angenehm unkompliziert und schnell, die bunten Arenen bieten noch dazu eine ansehnliche Optik. Dumm nur, dass die Figuren zu oft hinter Kisten, Hügeln und anderem Terrain verschwinden und schwer wieder aufzufinden sind. Ergo ein netter Spaß für zwischendurch, obwohl Ihr mit den Gamecube-"Smash Brothers" insgesamt besser bedient seid.“

„Nach dem ersten erfolgreichen Abstecher in ein für Sonic eher ungewöhnliches Genre ist auch dieser Titel wieder gut geglückt. Mit Freunden macht die Rauferei noch viel mehr Gaudi — und das auch noch mit nur einem Modul! Diesen günstigen Mehrspieler-Spaß könnt ihr euch also getrost krallen.“

„It does try hard to be what Smash Bros. is, and even though the game doesn't quite reach the same status Nintendo and HAL created for the Nintendo consoles, Sonic Battle has enough stuff to make it one of the top original fighters on the Game Boy Advance system.“

„The biggest problem with Sonic Battle is the poor game design in Story mode. Earning Skill Points, and thereby new abilities for Emerl the Robot, is a grueling ordeal.“